# Kính vạn hoa

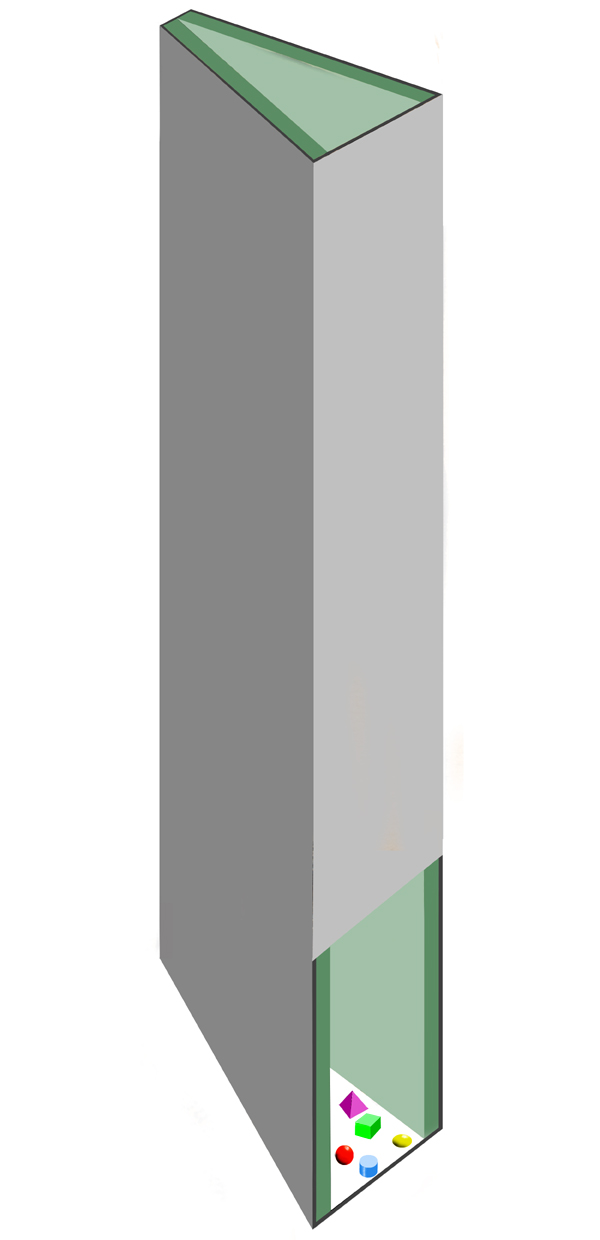
Kính vạn hoa

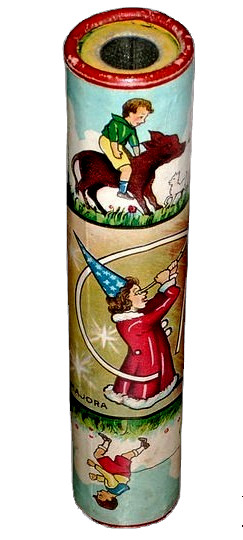
Kính vạn hoa

Kính vạn hoa, hay kiếng vạn hoa, là một dụng cụ quang học thường được tạo thành từ 3 tấm gương xếp theo hình lăng trụ, có tác dụng tạo ra hình ảnh phản xạ nhiều lần.

## Định nghĩa
Kính vạn hoa là một ống gồm những tấm gương chứa những hạt chuỗi, viên sỏi màu, hoặc những vật nhỏ có màu. Người xem nhìn vào một đầu và ánh sáng vào đầu còn lại, phản chiếu qua những tấm gương. Loại tiêu biểu có hai tấm gương đặt theo chiều dọc. Khi đặt các tấm gương nghiêng 45 độ tạo thành 8 ảnh của vật, tạo thành 6 ảnh khi đặt 60 độ, và 4 ảnh khi đặt ở 90 độ. Khi ống được xoay, sự xáo trộn các vật thể nhỏ tạo ra nhiều màu sắc và hình dạng. Bất kỳ hình dạng nào của các vật thể được tạo ra đều là những mẫu đẹp đối xứng vì nó được phản chiếu qua gương. Kiểu 2 gương tạo thành mẫu hoặc những mẫu được ngăn cách bởi nền đen, trong khi kiểu 3 gương (hình tam giác đóng) tạo thành mẫu lắp đầy khung nhìn.

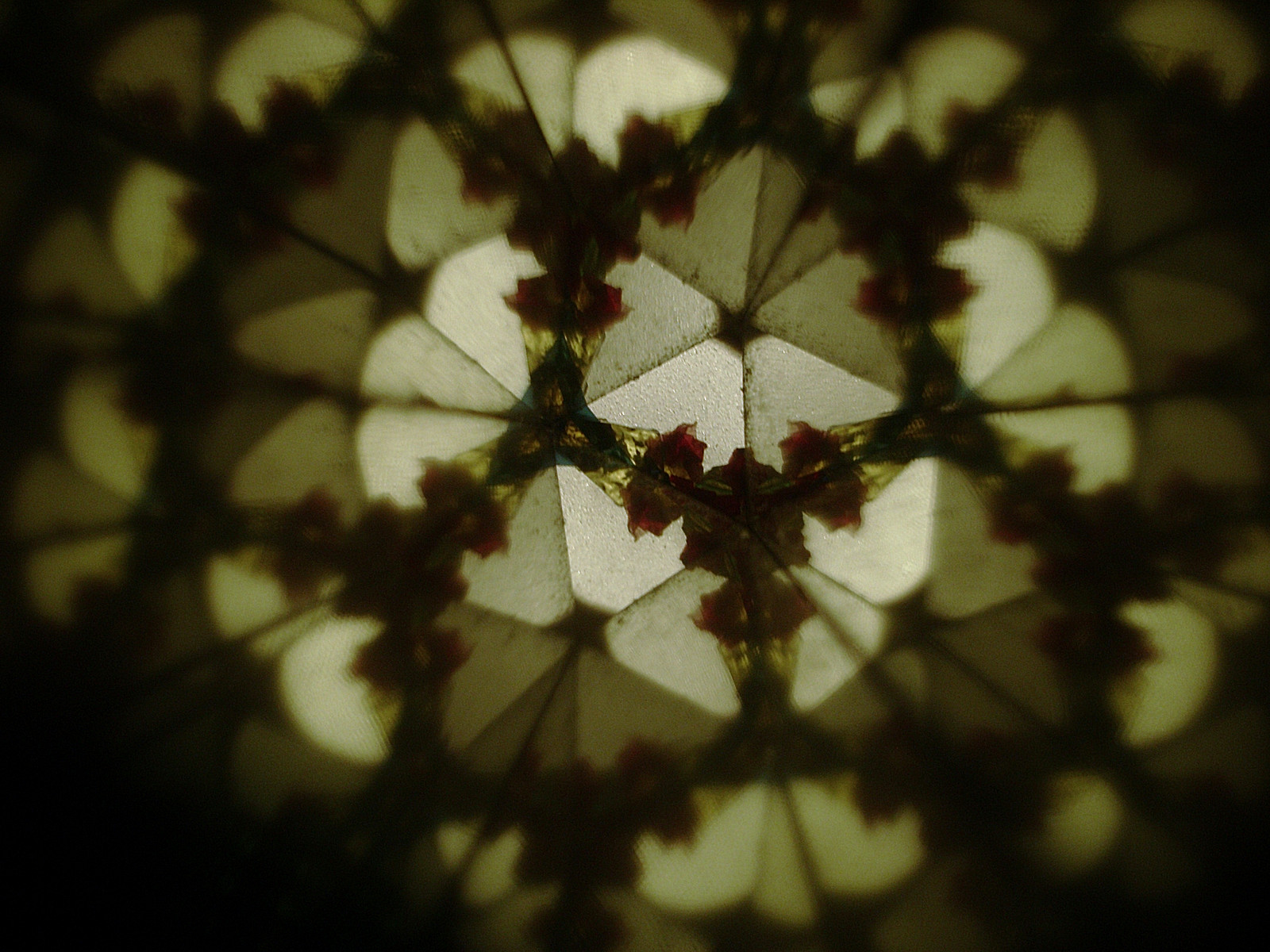
Hình nhìn thấy trong kính vạn hoa
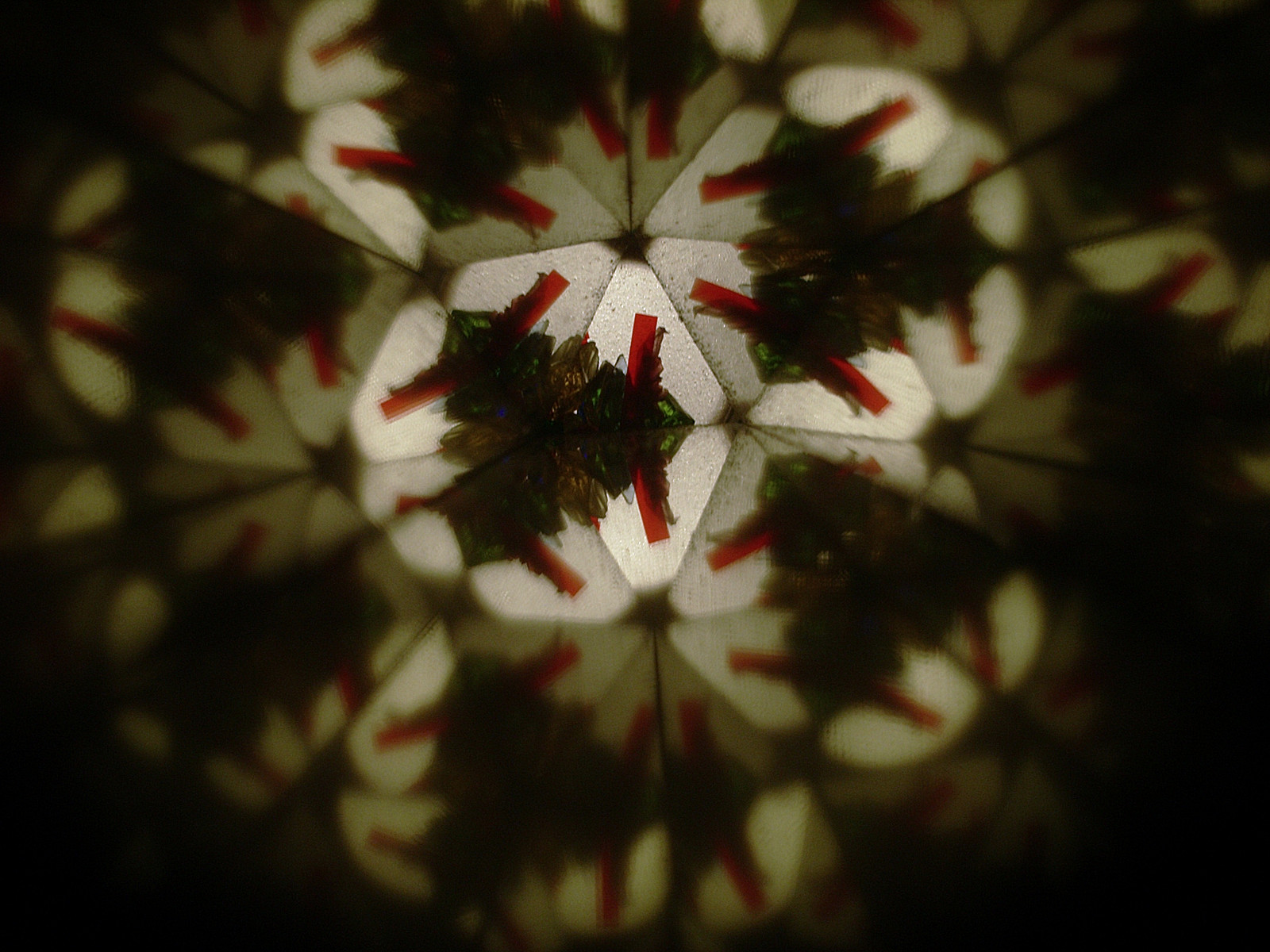
Hình hoa văn nhìn thấy trong kính vạn hoa
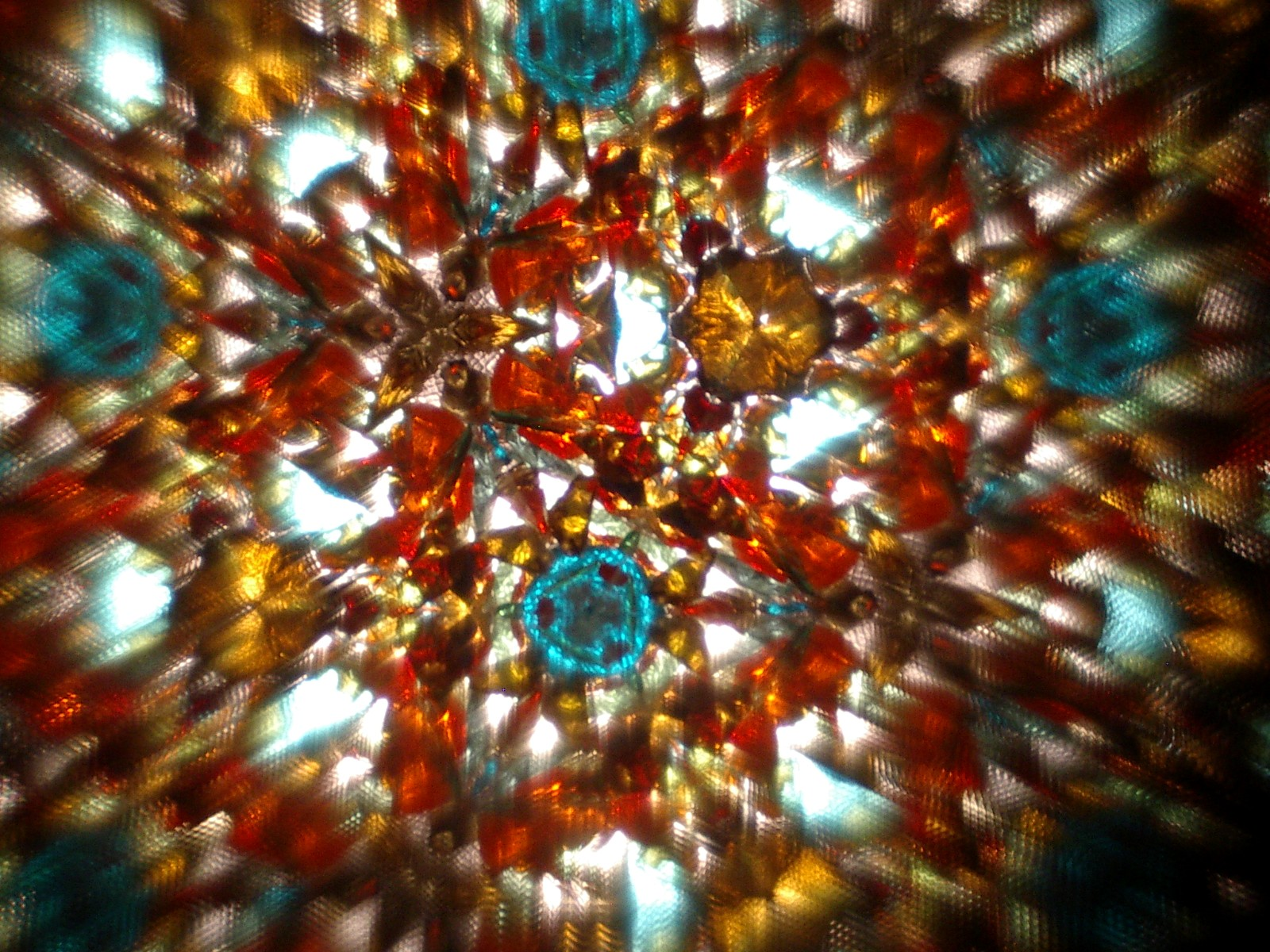
Hoa văn trong kính vạn hoa
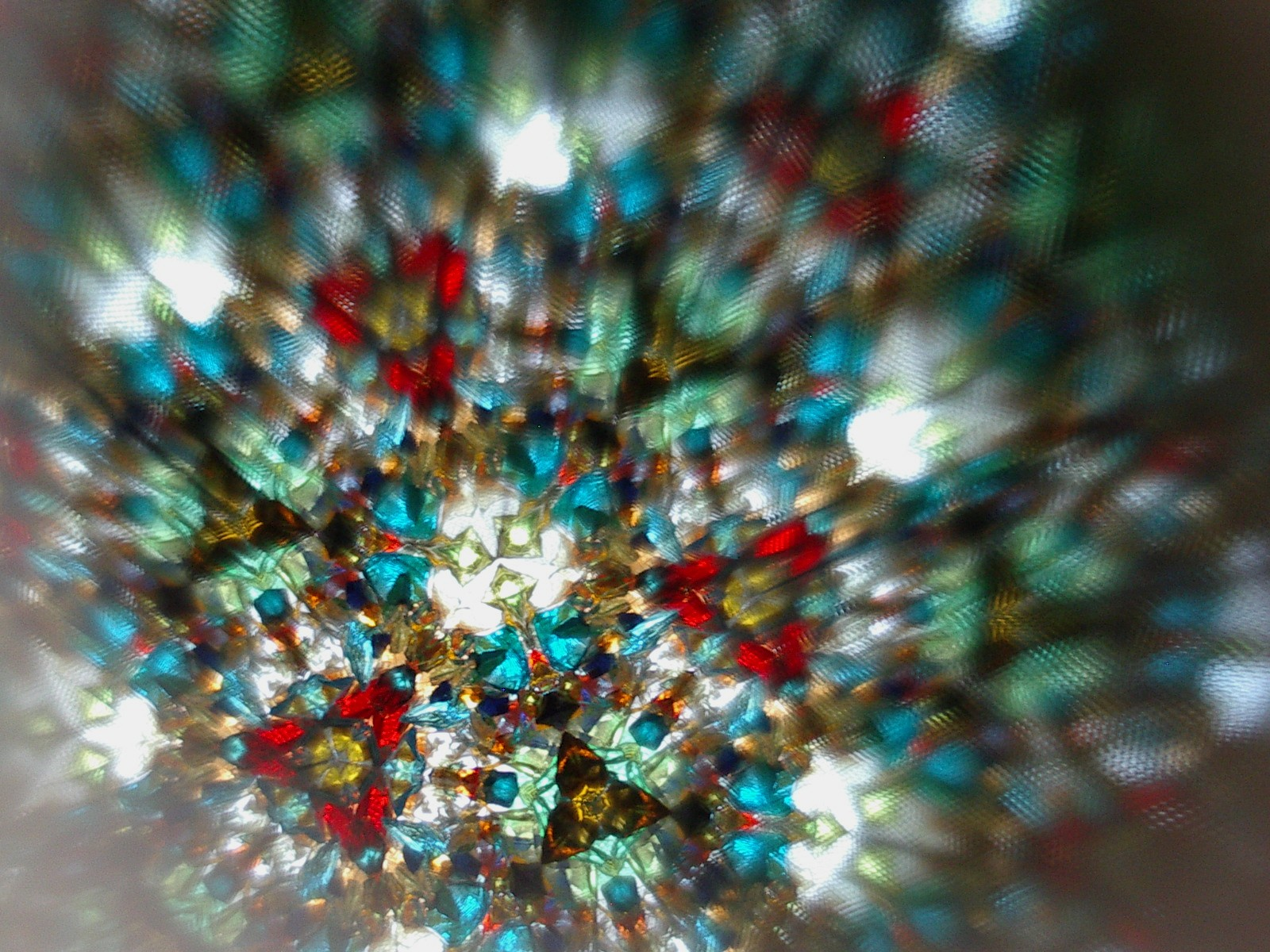
Một hoa văn nữa

## Lịch sử
Kính vạn hoa được phát minh bởi Ngài David Brewster năm 1816 khi đang làm thí nghiệm về phân cực ánh sáng. Nó được cấp bằng phát minh năm 1817. Mẫu thiết kế ban đầu được làm từ một cái ống, trong đó Brewster đặt một cặp gương ở một đầu, đầu kia đặt một đĩa kính mờ. Ở giữa, ông đặt những hạt chuỗi. Lúc ban đầu nó có dụng ý là một dụng cụ khoa học, nhưng nó nhanh chóng được làm thành đồ chơi.

## Ý nghĩa văn học
Do hình trong kính vạn hoa được tạo ra một cách tình cờ, nên các hình nhìn thấy là rất khác nhau (xác suất để có thể thu được hai hình giống hệt nhau là vô cùng bé), nên Kính vạn hoa được hiểu là hình ảnh đại diện cho cái gì đó rất đa dạng, rất phong phú.

## Tên gọichâu Âu
Tên gọi của kính vạn hoa trong một số nước châu Âu là kaleidoscope, có gốc từ tiếng Hy Lạp, bao gồm 3 phần:
- καλός, kalós, có nghĩa là "đẹp"
- εἶδος, eidos, có nghĩa là "hình ảnh"
- σκοπέω, scope, có nghĩa là "dụng cụ, người quan sát"